# Disgusted
Disgusted – wietnamski zespół death metalowy założony w 2007 roku. Współpracują z wytwórnią płytową Midnight Sea Records.

## Muzycy

### Obecny skład zespołu
- Loki – gitara basowa, wokal
- Sucker – perkusja
- Monster – gitara

### Byli członkowie zespołu
- Cigaret – gitary
- Spector – gitara basowa

## Dyskografia
- Chapter I : In the name of the Death (2007)
- In Death We United – Vol. 1 (Split, 2008)
- Rotting Within The Flesh (EP, 2008)